# Geografía de Inglaterra

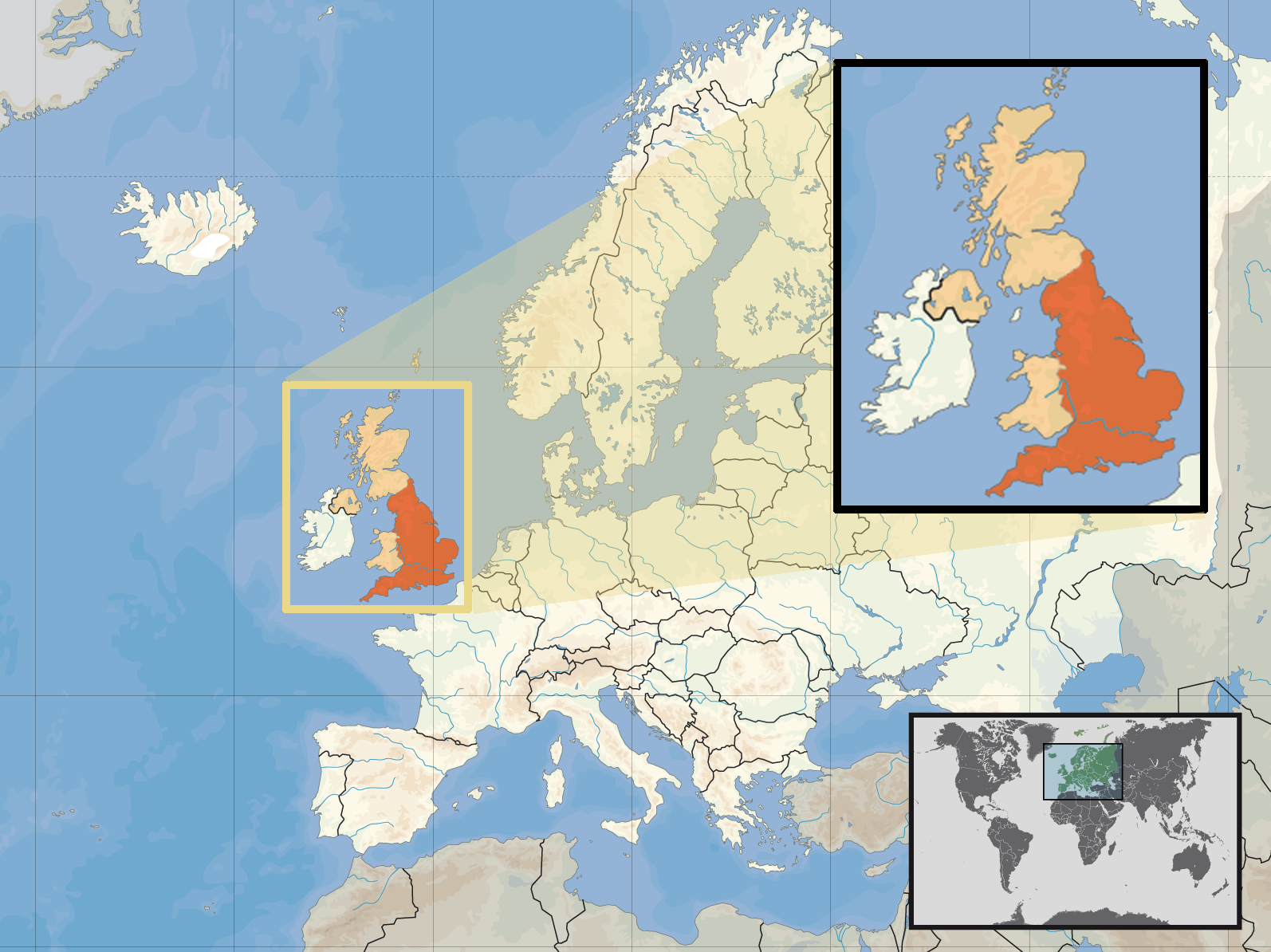
Ubicación de Inglaterra en el Reino Unido y Europa.

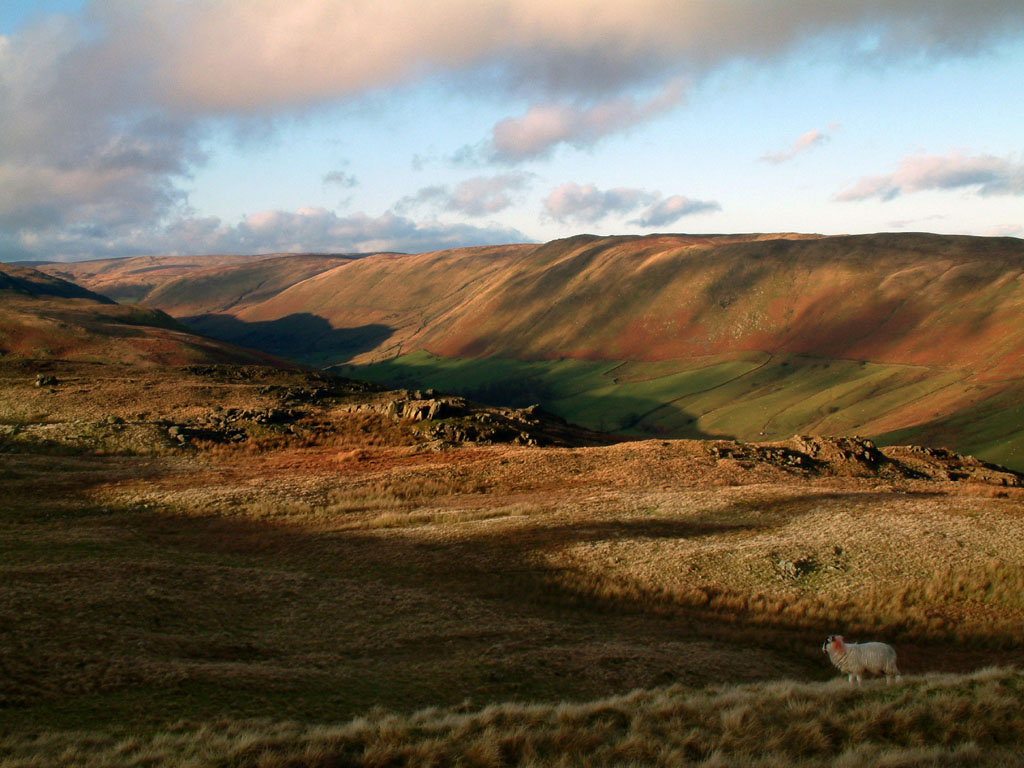
Una vista de Borrowdale de Grayrigg forestales en el Distrito de los Lagos.

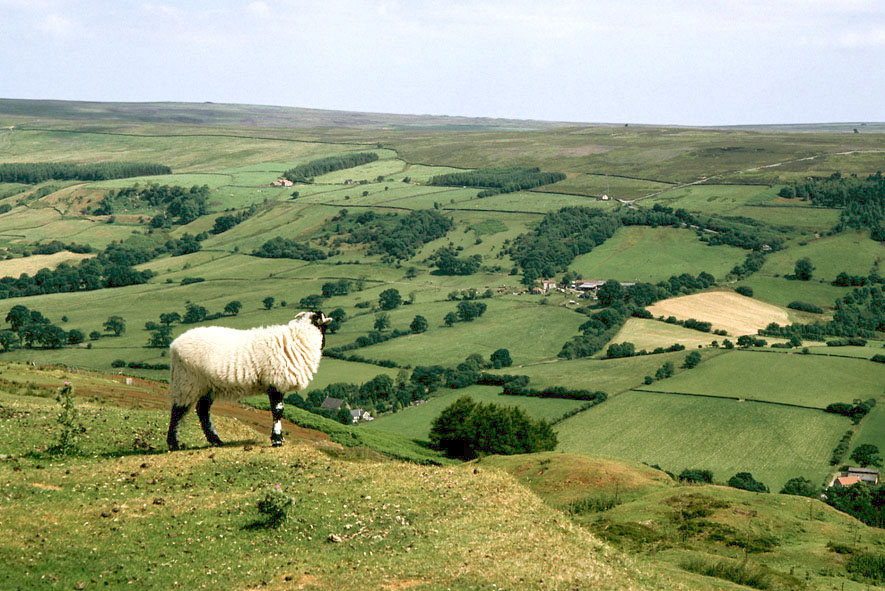
El terreno de la rodadura de los North York Moors.

Inglaterra cuenta con el centro y sur de las dos terceras partes de la isla de  Gran Bretaña, además de una serie de pequeñas islas de las cuales la más grande es la Isla de Wight. Inglaterra está bordeado al norte por Escocia y al oeste con Gales. Está más cerca de Europa continental que en cualquier otra parte del resto de Gran Bretaña, separada de Francia solo por un 24 millas estatuto (52 kilómetros o 28,1 millas náuticas), distancia del mar. El Túnel del Canal, cerca de Folkestone, vincula directamente a la Europa continental. La frontera entre Inglaterra y Francia está a medio camino a lo largo del canal de la mancha.
Gran parte de Inglaterra, se compone de colinas, pero en general es más montañoso en el norte con una cadena de montañas, los Peninos, dividiendo este y oeste. Otras zonas montañosas en el norte y las Midlands son el Distrito de los Lagos, North York Moors, y el Distrito de los Pico. La línea divisoria entre la aproximación de tipos de terreno es a menudo indicado por la línea de Tees Exe. Al sur de esa línea, hay áreas más grandes de la tierra plana, incluyendo East Anglia y the Fens, aunque las zonas montañosas son los Cotswolds, Chilterns, y el North y el South Downs.
El puerto natural más grande de Inglaterra se encuentra en Poole, en la costa sur-central. Algunos lo ven como el segundo puerto más grande del mundo, después de Sídney (Australia), aunque se discute este hecho.

## Clima
Inglaterra tiene un clima templado, con lluvias abundantes durante todo el año, aunque las temporadas son muy variables de temperatura. Sin embargo, las temperaturas raramente bajan por debajo de -5 °C (23 °F) o por encima de 30 °C (86 °F). El viento predominante es del suroeste, con lo que el clima templado y húmedo a Inglaterra regularmente desde el Océano Atlántico. Es más seco en el este y más cálidas en el sur, que está más cerca del continente europeo. Las nevadas pueden ocurrir en invierno y primavera, aunque no es tan común fuera de los terrenos altos
La temperatura más alta registrada en Inglaterra es de 38,5 °C (101.3 °F) el 10 de agosto de 2003 en Brogdale, cerca de Faversham, en Kent. La temperatura más baja registrada en Inglaterra es -26,1 °C (-15.0 °F) el 10 de enero de 1982, en Edgmond, cerca de Ribble, Ouse, Mersey, Dee, Aire, Avon y Medway.
- Severn, con 354 km de longitud, el más largo de los ríos británicos;
- Támesis, con 346 km, el 2º más largo;
- Trent, con 297 km, el 3º más largo;
- Gran Ouse
- Humber
- Yorkshire Ouse
- Tyne
- Mersey
- Dee
- Avon

## Las grandes ciudades
Londres es por mucho, el área urbana más grande de Inglaterra y una de las más grandes y de mayor actividad en el mundo. Otras ciudades, principalmente en el centro de Inglaterra y el norte, son de tamaño considerable y de influencia. La lista de las ciudades más grandes de Inglaterra o de las zonas urbanas está abierto a debate, porque, aunque el significado normal de la ciudad es "una zona urbana edificada continua", esto puede ser difícil de definir, sobre todo porque las áreas administrativas en Inglaterra a menudo no se corresponden con de los límites de desarrollo urbano, y muchos pueblos y ciudades tienen, durante siglos, que se cultiva para formar un complejo aglomeraciones urbanas. Para la definición oficial de un Reino Unido (y por lo tanto Inglés) de la ciudad, ver el estado de la ciudad, en el Reino Unido.
Según la ONS poblaciones de las zonas urbanas de continuo las zonas edificadas, estas son las 15 mayores aglomeraciones urbanas (cifras de población del censo de 2001): 
Las ciudades más grandes de Inglaterra son los siguientes (en orden alfabético):
- Birmingham
- Bradford
- Bristol
- Coventry
- Derby
- Kingston upon Hull
- Leeds
- Leicester
- Liverpool
- Londres
- Mánchester
- Middlesbrough
- Newcastle upon Tyne
- Norwich
- Nottingham
- Oxford
- Peterborough
- Plymouth
- Portsmouth
- Sheffield
- Southampton
- Stoke-on-Trent
- Wolverhampton